# Siberut
Siberut er en indonesisk ø vest for Sumatra beliggende i det Indiske Ocean. Det er den største af Mentawaiøerne. Øen er dækket af regnskov. Øen er beboet af mange primater herunder Kloss' gibbon.
Et område på  4.030 km² blev i 1981 udpeget til biosfærereservat under UNESCOs menneske og biosfære-program.